# Triphleba carbonaria
Triphleba carbonaria är en tvåvingeart som beskrevs av Borgmeier 1962. Triphleba carbonaria ingår i släktet Triphleba och familjen puckelflugor.
Artens utbredningsområde är Alaska. Inga underarter finns listade i Catalogue of Life.